# 法國航空117號班機空難
法國航空117號班機（AF117）是一班由巴黎經里斯本、亞速爾群島、瓜德羅普、利馬飛往圣地亚哥-德智利的國際定期航班。1962年6月22日，一架機齡僅4個月的波音707在執行該班機時墜毀於瓜德羅普，導致機上113人全部遇難。

## 失事客機
失事客機是一架生產序列號為18247，生產線編號274的波音707-328型，1962年2月23日首飛，使用四台普惠JT4A發動機，同年3月9日交付法航。

## 事發經過
AF117班機在前兩個航段正常飛行，但在接近皮特尔角城時遇到雷雨及低雲幕。皮特爾角機場周圍群山環繞，飛機下降時需要的傾角較陡，而當時該機場的甚高频全向信标（VOR）台站沒有運作。機組人員在5000英尺（1524米）高處通過歸航台，向東轉彎進近。由於雷暴引發自動側向儀讀數不準，飛機偏離航道15公里，隨後在一座法語名為Dos D'Ane（意為“驢背”）的山上427米高處墜入森林，無人生還。

## 原因
調查並未得出確切的事發原因，但疑似原因是機組人員收到的天氣信息並不充足，機場地面設備缺失，測向儀因雷雨顯示錯誤讀數。空難之後，法航飛行員對皮特爾角機場等設備不足以處理噴氣式飛機的民用機場做出了批評。這是繼法國航空007號班機空難後三週之內又一次涉及法航波音707的空難，也是瓜德羅普迄今為止最嚴重的空難。
部分殘骸仍然留在墜機地點，而2002年一座紀念碑亦在其附近落成，以紀念此空難發生40週年。
AF117這一航班號現時仍在使用，被法航用於上海浦東機場至巴黎夏爾·戴高樂機場的航班，以波音777執行。